# 赛什腾山
赛什腾山是位於中華人民共和國青海省柴达木盆地北部的祁连山脉西段支脉，為西北一东南走向。赛什腾山西北起于冷湖，东南至敦(煌)格(尔木)公路东侧並与吐尔根达坂山相接。赛什腾山全长100千米，寬25千米。最高峰海拔4576米。山体由灰岩、石灰岩、砂岩等组成。赛什腾山植被稀少，大多为干旱裸露地面。
2018年1月，中国科学院国家天文台研究团队于開始在赛什腾C区的4200米海拔标高点進行監測。2018年5月，赛什腾4200米标高监测点初步建成基础设施。經過3年的監測，2021年8月，研究人员認定4200米标高监测点為良好的光学/红外观测台址。2023年9月17日，墨子巡天望远镜正式落成并启用。